# Antalya Open 2017 - Qualificazioni singolare
Le qualificazioni del singolare maschile dell'Antalya Open 2017 sono state un torneo di tennis preliminare per accedere alla fase finale della manifestazione. I vincitori dell'ultimo turno sono entrati di diritto nel tabellone principale. In caso di ritiro di uno o più giocatori aventi diritto a questi sono subentrati i lucky loser, ossia i giocatori che hanno perso nell'ultimo turno ma che avevano una classifica più alta rispetto agli altri partecipanti che avevano comunque perso nel turno finale.

## Teste di serie
1. Ramkumar Ramanathan (qualificato)
2. Daniel Altmaier (ultimo turno, Lucky loser)
3. Lloyd Harris (ultimo turno, Lucky loser)
4. Aleksej Vatutin (ultimo turno)

1. Jaume Munar (primo turno)
2. Danilo Petrović (primo turno)
3. Yannick Mertens (ultimo turno)
4. Matthew Ebden (qualificato)

## Qualificati
1. Ramkumar Ramanathan
2. Matthew Ebden

1. Kamil Majchrzak
2. Mohamed Safwat

### Lucky loser
1. Daniel Altmaier

1. Lloyd Harris

## Tabellone

### Legenda
| - Q = Qualificato - WC = Wild card - LL = Lucky loser | - ALT = Alternate - SE = Special Exempt - PR = Protected Ranking | - w/o = Walkover - r = Ritirato - d = Squalificato |

### Sezione 1
|  | Primo turno | Primo turno         | Primo turno         | Primo turno | Primo turno |  |  | Ultimo turno | Ultimo turno        | Ultimo turno        | Ultimo turno | Ultimo turno |  |
|  |             |                     |                     |             |             |  |  |              |                     |                     |              |              |  |
|  | 1           | Ramkumar Ramanathan | Ramkumar Ramanathan | 6           | 6           |  |  |              |                     |                     |              |              |  |
|  |             | Andrey Yakovlev     | Andrey Yakovlev     | 0           | 0           |  |  | 1            | Ramkumar Ramanathan | Ramkumar Ramanathan | 6            | 6            |  |
|  |             | Altuğ Çelikbilek    | Altuğ Çelikbilek    | 2           | 4           |  |  | 7            | Yannick Mertens     | Yannick Mertens     | 3            | 4            |  |
|  | 7           | Yannick Mertens     | Yannick Mertens     | 6           | 6           |  |  |              |                     |                     |              |              |  |

### Sezione 2
|  | Primo turno | Primo turno     | Primo turno     | Primo turno | Primo turno |  |  | Ultimo turno | Ultimo turno    | Ultimo turno | Ultimo turno | Ultimo turno |  |
|  |             |                 |                 |             |             |  |  |              |                 |              |              |              |  |
|  | 2           | Daniel Altmaier | Daniel Altmaier | 6           | 6           |  |  |              |                 |              |              |              |  |
|  | WC          | Anıl Yüksel     | Anıl Yüksel     | 3           | 4           |  |  | 2            | Daniel Altmaier | 4            | 7            | 4            |  |
|  | WC          | Sarp Ağabigün   | Sarp Ağabigün   | 1           | 3           |  |  | 8            | Matthew Ebden   | 6            | 5            | 6            |  |
|  | 8           | Matthew Ebden   | Matthew Ebden   | 6           | 6           |  |  |              |                 |              |              |              |  |

### Sezione 3
|  | Primo turno | Primo turno           | Primo turno           | Primo turno | Primo turno |  |  | Ultimo turno | Ultimo turno    | Ultimo turno    | Ultimo turno | Ultimo turno |  |
|  |             |                       |                       |             |             |  |  |              |                 |                 |              |              |  |
|  | 3           | Lloyd Harris          | Lloyd Harris          | 7           | 7           |  |  |              |                 |                 |              |              |  |
|  |             | Alexander Kudryavtsev | Alexander Kudryavtsev | 65          | 65          |  |  | 3            | Lloyd Harris    | Lloyd Harris    | 65           | 1            |  |
|  |             | Kamil Majchrzak       | Kamil Majchrzak       | 6           | 6           |  |  |              | Kamil Majchrzak | Kamil Majchrzak | 7            | 6            |  |
|  | 5           | Jaume Munar           | Jaume Munar           | 4           | 2           |  |  |              |                 |                 |              |              |  |

### Sezione 4
|  | Primo turno | Primo turno     | Primo turno     | Primo turno | Primo turno |  |  | Ultimo turno | Ultimo turno    | Ultimo turno    | Ultimo turno | Ultimo turno |  |
|  |             |                 |                 |             |             |  |  |              |                 |                 |              |              |  |
|  | 4           | Aleksej Vatutin | Aleksej Vatutin | 6           | 6           |  |  |              |                 |                 |              |              |  |
|  | Alt         | Roman Jebavý    | Roman Jebavý    | 4           | 3           |  |  | 4            | Aleksej Vatutin | Aleksej Vatutin | 4            | 4            |  |
|  |             | Mohamed Safwat  | 7               | 3           | 6           |  |  |              | Mohamed Safwat  | Mohamed Safwat  | 6            | 6            |  |
|  | 6           | Danilo Petrović | 64              | 6           | 3           |  |  |              |                 |                 |              |              |  |